# Kenny Garrett
Kenny Garrett (Detroit, Michigan, 1960. október 9. –) amerikai bebop dzsessz-szaxofonos, fuvolás.

## Pályakép
Először Duke Ellington, majd Miles Davis zenekarának tagja volt, később szólókarrierbe kezdett.
Vannak, akik szerint a világ legjobb szaxofonosa. Sajátos hangszínnel, egyéni stílusban játszik, Miles Davis mellett vált igazi világsztárrá. Legendás felelgetős játékuk, és Garrett erőteljes szólói jazztörténet kiemelkedő pillanatai.
Zseniális játékáért Grammy-díjat kapott a Five Peace Band című lemeze.
Én vagyok a fiatal generáció Miles Davise.

## Lemezei
- Introducing Kenny Garrett (album), 1984
- 5 Paddle Wheel, 1988
- Prisoner of Love, 1989
- African Exchange Student, 1990 (Atlantic)
- Black Hope, 1992, Warner Bros.
- Triology, 1995 (Warner Bros.)
- Stars & Stripes Live, 1995
- Pursuance: The Music of John Coltrane, 1996 (Warner Bros.)
- Songbook, 1997 (Warner Bros.)
- Simply Said, 1999 (Warner Bros.)
- Old Folks, 2001
- Birds of a Feather: A Tribute to Charlie Parker, 2001
- Happy People, 2002 (Warner Bros.)
- Standard of Language, 2003 (Warner Bros.)
- Beyond the Wall, 2006, (Nonesuch Records)
- Sketches of MD – Live at the Iridium, 2008 (Mack Avenue Records)
- Seeds from the Underground, 2012 (Mack Avenue)
- Pushing the World Away, 2013 (Mack Avenue)
- Do Your Dance!, 2016 (Mack Avenue)